# Europaparlamentsvalet i Irland 2019
Europaparlamentsvalet i Irland 2019 ägde rum fredagen den 24 maj 2019. Valet hålls samtidigt med lokalvalen och en nationell folkomröstning om skilsmässa. Valet sker i ett proportionellt valsystem med enkel överförbar röst i tre valkretsar, Midlands–North-West, South och Dublin. Man röstar om totalt 13 platser varav två blir aktuella först vid Storbritanniens utträde ur unionen, då alla dess platser i parlamentet blir vakanta. En omräkning har begärts om platserna i södra valkretsen varför resultatet är preliminärt.

## Valda kandidater[1]
| Kandidat           | Valkrets            | Parti                 | Partigrupp | Förstahandsröster | Procent (%) |
| ------------------ | ------------------- | --------------------- | ---------- | ----------------- | ----------- |
| Mairead McGuinness | Midlands–North-West | Fine Gael             | EPP        | 134 630           | 22,6        |
| Ciarán Cuffe       | Dublin              | Comhaontas Glas       | G/EFA      | 63 849            | 17,5        |
| Seán Kelly         | South               | Fine Gael             | EPP        | 118 444           | 16,5        |
| Frances Fitzgerald | Dublin              | Fine Gael             | EPP        | 59 067            | 16,2        |
| Luke Flanagan      | Midlands–North-West | Oberoende             | GUE/NGL    | 85 034            | 14,3        |
| Matt Carthy        | Midlands–North-West | Sinn Féin             | GUE/NGL    | 77 619            | 13,0        |
| Billy Kelleher     | South               | Fianna Fáil           | ALDE       | 84 083            | 11,7        |
| Clare Daly         | Dublin              | Independents 4 Change |            | 42 305            | 11,6        |
| Maria Walsh        | Midlands–North-West | Fine Gael             | EPP        | 64 500            | 10,8        |
| Omräkning pågår    | South               |                       |            |                   |             |
| Omräkning pågår    | South               |                       |            |                   |             |
| Barry Andrews      | Dublin              | Fianna Fáil           | ALDE       | 51 420            | 14,1        |
| Omräkning pågår    | South               |                       |            |                   |             |